# Dichapetalum zeylanicum
Dichapetalum zeylanicum är en tvåhjärtbladig växtart som beskrevs av A.J.G.H. Kostermans. Dichapetalum zeylanicum ingår i släktet Dichapetalum och familjen Dichapetalaceae. Inga underarter finns listade i Catalogue of Life.